# Monteceresino
Monteceresino è una piccola frazione del comune di Santa Giuletta, da cui dista circa un chilometro ed è situata sulle prime colline dell'appennino ligure-lombardo, ad un'altezza di circa 135 m s.l.m..

Tre strade portano alla piccola frazione: una proveniente dalla frazione Orto, una proveniente dalla frazione Castello di Santa Giuletta ed infine una strada che scende a Verzate (frazione di Torricella Verzate) e che attraversa anche le località di Poggio e Castelletto.

## Il Bosco di Monteceresino
A Monteceresino, circa 135 m s.l.m. è presente un bosco, rimpicciolitosi negli anni rimane oggi un piccolo boschetto, prevalentemente costituito da latifoglie. La fauna è composta soprattutto da volatili. È posto sul fronte di una frana. Ai piedi del bosco è situata la frazione, alla quale prende il nome. Appena sopra il bosco sono presenti dei vigneti. 

Dal bosco si gode di un ottimo panorama sulla pianura, ad esempio si possono ammirare Pavia e quando il cielo è estremamente limpido le prime case di Milano, le Alpi (dal Sestriere al Resegone) ed anche Santa Giuletta in basso.